# 内村りな
内村 りな（うちむら りな、1993年5月8日 - ）は、日本の元AV女優。千葉県出身。

## 略歴・人物
2013年9月13日にAVデビュー。所属事務所はオールプロモーション。
3歳から新体操を始め、中学3年の時にオリンピックの強化選手となる。高校進学の際にオリンピックを目指すか新体操を辞めるかの選択肢からセックスしたくて辞めたことや、同性から性的魅力を認められていた自信とモチベーションからAVには自ら応募したことをインタビューで話している。また、出演作品には新体操で鍛えた体の柔らかさや技を前面に打ち出したものが多数ある。
趣味はお菓子作り、料理、ダンス、ショッピング。特技はダンス、体が柔らかい。
2016年3月3日の公式ブログで、4月をもって引退することを発表。

## 出演作品

### アダルトDVD

#### 2013年
- 元新体操強化選手がAVデビュー!! 超軟体SEXで10点満点（9月13日、REAL）
- 働くオンナ猟り vol.04 タイトスーツの美脚OLをハメ廻せ!! 西新宿 OL脚線美編（10月1日、プレステージ）※「内村理菜」名義
- 神経細胞まで浸透する媚薬を塗り込まれ施術師に愛撫を懇願し腰浮かせて感じ中出しを受け入れる女たち（10月1日、DOC）
- AV史上最軟体!! マジックミラー便の鏡の前でダンスの練習をしている 現役軟体素人OLチアガール AV debut!!!（10月10日、ディープス）※「松島綾花」名義
- 抜群に気持ち良さそうな軟体美少女マ○コは上京して来た妻の妹（10月10日、ヒビノ）※「内村かな」名義
- 驚異の軟体鬼イカセ 元新体操強化選手 内村りな（10月11日、REAL）
- セレブ妻達の友情と恥辱のガチンコ勝負! 親友のカラダを賭けた生贄ゲーム!! 2on2 Part9（10月13日、はじめ企画）
- 軟体ご奉仕オフィスレディ（10月19日、ドグマ）
- 元オ●ン●ック強化選手3穴中出しゴックンFUCK（10月19日、エムズビデオグループ）
- 夢持ち素人応援企画 3 あなたの夢、支援させて頂きます! だから一回だけAV出演して下さい!（10月22日、プレステージ）
- 世界的スポーツ大会強化選手 軟体調教レイプ（10月25日、ダスッ!）
- SEXアスリート 新体操歴12年・超軟体美女（11月19日、ドグマ）
- kira★kira Festival 泥酔GALS★集団中出し －素人ナンパ海の家2013－（11月19日、kira☆kira）
- 元新体操強化選手のチ○ポを根元まで深く咥え込む軟体SEX!!（11月21日、SOSORU）
- 恥ずかしいカラダ 超軟体エロス（11月23日、HMJM）
- 軟体不倫妻 －夫に秘密の変態性技－（11月25日、美）
- Wポルチオ2穴責め 軟体アナル破壊（12月1日、CORE）
- 痴漢してきた男を受け入れ中出し! 嫌がる女をトロトロになるまでイキ狂わせ続けたら、自ら生ハメ危険日中出しをおねだりするまで完堕ち!（12月19日、michiru）
- 某有名プロダクション流出 モデルを従順にさせる媚薬キメキメリラクゼーション（12月20日、ブレスト）

#### 2014年
- 結婚式前に写真スタジオで撮影するカップルの新郎が待つ隣で新婦を寝取りレイプ（1月1日、変態紳士倶楽部）
- 軟体っ子5 魅惑のi字バランス（1月13日、アロマ企画）
- MOODYZファン感謝祭 第2回 バコバコ中出しキャンプ2014 AV界No.1スケベ女優大集合スペシャル!!（1月13日、MOODYZ）
- 大胆ブルマ ブルマ美少女挑発遊戯（1月25日、アロマ企画）
- グラマー未発表スペシャル11（1月25日、HMJM）
- ドMのセックス・モンスター 内村りなを ド変態女3人が かわるがわる犯す。（2月19日、レズれ!）
- 近々結婚を控えている姉に日課のオナニーを偶然、見られてしまい動揺している僕に「お嫁さんに行く前しかできないから良かったら手伝ってあげるね♪」と優しい眼差しをされながらの変態テクでトコトン弄ばれて僕はビンビンに勃起してしまった件。（3月7日、NON）
- スポーツジム併設エビぞりアスリート軟体オイルマッサージ（3月31日（レンタル）/4月11日（セル）、LEO）
- 同性羞恥いじめに特化した革命AVドラマ5 私立花園女子校いじめ学級会シーズン2 先生の変態レズ疑惑!学級裁判編（4月10日、ROCKET）
- 家庭教師の僕が受け持つ女の子たちはいつもミニスカで挑発して授業をサボろうとしてくる。（4月22日、TOY☆GIRL）
- 橋本美帆変則FUCKに驚愕（4月29日、TOKYO HOT）※「橋本美帆」名義
- いやらしい下半身で誘惑する軟体パンストフェティシズム（5月1日、Fitch）
- ナマ姦不倫02（5月9日、光夜蝶）
- 軟体っ子レズビアン2 〜魅惑のダブルi字バランス〜（5月13日、アロマ企画）
- 新・腰ふり騎乗位 咥え込んだら離さない女たち（5月25日、アロマ企画）
- W姦　琥珀うた×橋本美帆（5月27日、TOKYO HOT）※「橋本美帆」名義
- 着衣エロ尻@センズリ素材集 体操で鍛えた《ぷりケツ》が、たまらなく美味しそうな内村りなの場合（6月13日、アロマ企画）
- 「出張マッサージ師になりすまして美淑女の顔に勃起チ○ポを擦りつけて発射したらヤられた」VOL.1（6月19日、DANDY）
- デリバリー軟体ストリップ（6月20日、ブレスト）
- 童貞アナル拷コン（7月1日、MOTHERS ENTERTAINMENT PICTURES）
- 「冷房はもったいない」と家では競泳水着で過ごすエコすぎてエロすぎる感じやすい叔母さん（7月10日、ナチュラルハイ）
- エステにおけるチラリズム2（7月13日、アロマ企画）
- 私の前で愛しあいなさい 4時間12名全6話 撮りおろしSP（7月19日、レズれ!）
- 現役チア部員の長身女子大生!美人でドスケベ!体育会系軟体ボディをいろんな体位で突かれ、絶頂チ●ポ穴化と化す!（7月25日、シャーク）
- 問答無用姦 橋本美帆（8月5日、TOKYO HOT）※「橋本美帆」名義
- ペニバン逆アナル（8月7日、ROCKET）
- 「私たちは今、チ○コにハマっています!」 チ○コフェチには男の人格必要なし!チ○コだけがほしい!（8月7日、Mr.michiru）
- ザーメンごっくんアナル大好き軟体ボディ女（8月8日、クリスタル映像）
- 全身見せつけ挑発! エロっぽい先生の体をじっくり見ていたら、連続で射精を強制されちゃった僕。（8月13日、アロマ企画）
- 直下型&M字パンチラ挑発 スポーツ女子校生編（8月13日、アロマ企画）
- 夏休み!ちびっこセクハラ痴漢隊スピンオフ企画 ターゲットはビキニの巨乳お姉さん! ちびっこセクハラ水着撮影会 〜エロガキが水着美女をイタズラ激写スケベなカレンダープロジェクト〜（8月21日、ROCKET）
- 挑発ディルドオナニー（8月25日、アロマ企画）
- 元アスリートのムッチリ筋肉質奥さん! 明るくて健康的でチ●ポ狂い… 見知らぬ他人にオマ●コ突かれ異常興奮!!（8月25日、JFC）
- スーパーヒロイン絶体絶命!! vol.52 ミス・インフィニティー The next編（9月12日、GIGA）
- ふたなり怪盗カーベラ 復讐レズ完全敗北物語（9月26日、GIGA）
- あれっ、さっきまで普通だったのに…一緒にいた女が錠剤を飲んだら、すごく淫乱になって僕を言葉責めとともに襲ってきた!そして気付いたら裸にされゴムもつけずに挿入させてきた。（10月9日、Mr.michiru）
- 妻の昼顔 〜不倫狂の旅〜 りなさん 21才（10月20日、スターパラダイス）
- 初アナルの人妻 夫ともしたことなかったのにアナルSEXしてしまいました あなた本当にごめんなさい…（10月25日、ビッグモーカル）
- 酔いつぶれた上司・同僚を自宅まで送り届けると、巨乳の奥様が出迎えてくれた。 エッチ中に旦那が眠ってしまい、ムラムラと取り残された“妻”と傍観者“僕”…… 寝入った隙に、寝取って中出し!（11月7日、赫夜姫映像）
- 悩殺ファンタジスタ! 軟体×極上コス×エロ尻（11月19日、ミル）[6]
- 金髪家庭教師（11月20日、レイディックス）
- ノーモザイク・レズれ!（11月20日、レズれ!）
- よつんばいフェラ 手を使わずお口だけで口内射精（11月21日、SEX Agent）
- ウェッティ黒ストッキング エロチシズム（11月25日、アロマ企画）
- ぜんら〜仮面 一度堕ちれば下り坂、悪夢の凌辱地獄（11月28日、GIGA）
- NOT LOVE（12月10日、ホットエンターテイメント）
- ω27! 超軟体しなやかクビレで腰グイーン! 淫乱変態お嬢さんの魅惑の性感帯! 内村りな(21)（12月11日、ZeTToN）
- AJOI 究極の完全主観オナニーサポートDVD 2 〜Aromatic Jerk Off Instruction〜（12月13日、アロマ企画）
- ヘンリー塚本の男が腑抜けになる色っぽい嫁のアソコ 他人様の嫁のアソコ/夜毎亭主と舅に抱かれる嫁のアソコ/女中 いつも旦那様のアレを欲しいと思っています（12月13日、FAプロ）
- 100分間のヘンリー塚本エロ本 隣同士の不適切な関係/母と娘婿がやりまくった7日間/向かいの窓の女/愛欲の部屋（12月13日、FAプロ）
- お下品! ガニ股フェラ（12月19日、SEX Agent）
- 愛情たっぷりに寄り添う、ぴったり密着手コキ（12月19日、SEX Agent）
- 隣人妻監禁（12月20日、スターパラダイス）
- マンカスを食べる女（12月20日、レイディックス）
- 射精管理（12月20日、プールクラブ・エンタテインメント）

#### 2015年
- NEWS ERO 【速報】現役女子アナの3股スキャンダル発覚! 美脚で人気のアナウンサーがニュースの本番終了後汗だく絶叫のホンバン行為に及んでいた模様です（1月7日、ゴールデンタイム）
- 新星戦隊リュウセイジャー2015（1月9日、GIGA）
- グチュグチュ スペルマニアックス ザーメン狂いの女たち（1月20日、プールクラブ・エンタテインメント）
- 膣壁をぐちょぐちょねちょねちょと理想のチ●コ型ディルドが動き回り、白濁の糸を引きながらマン汁がしたたり落ちるオナニーをあなたに見て欲しい（1月21日、SEX Agent）
- 村の掟 許されざる不倫性行為（1月25日、ながえスタイル）
- インセスト・タブー 肉欲に溺れる美しき姉妹（2月1日、FAプロ）
- 義父に溺れて…（2月6日、ワープエンタテインメント）
- 熟れた女の挑発的な黒パンスト脚コキ（2月20日、SEX Agent）
- 心は傷んでもアソコは待っている… 官能的痴漢行為（2月25日、ながえスタイル）
- 子育て奮闘中ママナンパ! 大胆にも胸の谷間が見えてる若妻にムラムラ バレたら人生終了!SEX中にゴム外してザーメンを膣奥に生発射生中出し!（2月25日、かぐや姫）
- 近所の美人妻がポニーテールをほどく瞬間…（2月26日、ルビー）
- 男魂快楽地獄責め 戦慄のマルチプル・オーガズム研究所 第十七巻（3月1日、MOTHERS ENTERTAINMENT PICTURES）
- ボディコンレズビアン 〜欲求不満若妻×淫乱ギャル★淫交レズ牝獣快楽狂い!〜（3月13日、U&K）
- ヒロイン討伐 〜戦隊ピンクに「敵に苦しめられてほしい」と言ったらどうなるのか〜（3月13日、GIGA）
- ネコとタチ レズたちのワイセツ極まりない日常（4月13日、FAプロ）
- 「キミのオナニーお手伝いするから私と一緒にイッてね♥」 オマ●コ見せつけ自画撮りオナニー（4月15日、プリモ）
- 女神のヘアヌード 邪魔な男性の声が一切入らない マスク女子編（4月20日、レイディックス）
- 義父に中出しさせる淫ら嫁（4月23日、ルビー）
- 恥ずかしいカラダ 中出し&クッキー（4月25日、HMJM）
- ジムで鍛え抜かれ引き締まった筋肉BODYに興奮され、マッサージルームでオイルエステに悶え感じさせられる女たち（5月2日、DOC）
- 戦隊ヒロインサーガ vol.01 銀河特捜デイトナレンジャー編（5月8日、GIGA）
- アナルの気持ちよさを知らない美人妻に激しくデカちん責め！息もできなくなるほど感じまくる奥さんのリアクションに大興奮。15人4時間（5月8日、TMA）
- 美脚・美尻生保レディのパンスト営業マニュアル（5月8日、V&R PRODUCE）
- 女がその気になる 力づくの和姦為 その1 力づくでその気にさせる/その2 強引にその気にさせる/その3 向かいの女をその気にさせる/その4 義理の母をその気にさせる（5月13日、FAプロ）
- 戦隊ヒロインサーガ vol.03 不知火戦隊ハリアーブルー編（5月22日、GIGA）
- 人妻フェラッチオ センズリ鑑賞中にムラムラが止められない…（5月25日、かぐや姫）
- ズッポシ人妻オナニー8人 アナル丸見えド淫乱な奥様（5月25日、かぐや姫）
- スーパーヒロイン裏コード 〜華翔戦隊クリスタルファイブ〜（6月12日、GIGA）
- チャージマーメイド捕獲計画（6月12日、GIGA）
- アナル中出し極上ソープランド ソープ嬢・りな（6月25日、AVS Collector'S）
- 良い子の柔軟体操（6月25日、ダスッ!）
- レズビアンに囚われた女潜入捜査官（7月7日、ビビアン）
- 精神入れ替えヒロイン 新星戦隊リュウセイジャー リュウセイプルー（7月10日、GIGA）
- ベロキス猥褻レズビアン 〜SEX INSTRUCTOR〜（7月13日、U&K）
- 菊門姦（7月16日、グローリークエスト）
- くい込むスジマン！はみ出るマンチラ！浮き出るポチチクビ！ エロいカラダの女子アスリート16時間（7月19日、ROOKIE）
- 夫が帰ってくるまで…月に一度開催しているという自宅ハプニングパーティーに潜入!!昼顔妻達が火照った体を沈める為に生中出しSEXしているという噂は本当なのか!?（7月24日、SCOOP）
- bijin-majo76 りな(31)（7月25日、美人魔女）
- ヘンリー塚本 性のいとなみ 色っぽい嫁とする48手（8月13日、FAプロ）
- ぐいなま! ビアホールの天使・悩殺ハイレグ水着galと本生中出しパラダイス4時間（8月14日、BAZOOKA）
- 女ガ女ヲ犯スストーカーレズ OLの濃厚クンニで拒みながらもイカされまくるJK（8月15日、ピーターズ）
- 女監督ハルナの レズ痴漢バス（8月19日、レズれ!）
- 柔らかいカラダで奥まで挿入の気持ちいいSEX 柔軟16時間（8月19日、ROOKIE）
- 配偶者が寝てる横で堂々寝取り中出し4時間! 不倫はSEX文化遺産（8月25日、かぐや姫）
- 償い 〜特別拡大版〜（9月1日、ながえスタイル）※AV OPEN 2015 エントリー作品
- 撮影現場のカメラの前でおしっこをするAV女優（9月3日、グローリークエスト）
- ノンストップ6Pレズビアン乱交（9月19日、レズれ!）
- 泣け！喚け！美女たちの断末魔！絶叫レ○プ16時間（9月19日、ROOKIE）
- マスターベーションインストラクション 6 スポーツ美女JOI（9月24日、ROCKET）
- 寝取る女 私はあなたを許さない…。（10月1日、FAプロ）
- レイプ調教レズビアン野外恥辱露出（10月7日、山と空）
- 女監督ハルナの女と女の嫉妬 ガチンコトリプルレズバトル（10月19日、レズれ!）
- 漆黒のパンストレズビアン vol.2（10月19日、レズれ!）
- 不倫接吻 24時間の情事 若妻は夫の目を盗んで朝から晩まで背徳セックスに酔いしれる（10月22日、ヒビノ）
- 義父に中出しさせる淫ら嫁（10月30日、ルビー）
- 近所の美人妻がポニーテールをほどく瞬間…（10月30日、ルビー）
- 機械式 鬼責めエステ4時間コース（11月1日、CORE）
- 街角スカートめくりナンパ即ハメ大作戦!（11月6日、ドッグイア）
- ペニバンレズ校長（11月20日、クリスタル映像）
- とにかくエロい！！とんでもなくスケベな女20名の淫乱SEX8時間！！（11月20日、クリスタル映像）
- ヒロインくねくね緊縛 美聖女戦士セーラーアンジェリーナ/美聖女仮面オーロラジュエルプリンセス（11月27日、GIGA）
- 美しき勇者 もーれつ仮面ゴージャス（11月27日、GIGA）
- 調教完了30人12時間（12月1日、CORE）
- 5人のグラマラス 4時間に及ぶ本番（12月10日、ゼットン）
- ヘンリー塚本 ドラマチック昭和 色欲の六畳間　アンマ師夫婦 性愛の記録/出征前夜、禁断の肉欲8時間（12月13日、FAプロ）
- 女監督ハルナの素人レズナンパ 96 禁断の?姉妹同士の恥じらい快感!絶頂初体験! 2（12月15日、ピーターズ）
- 淫乱痴女が挑発する! 淫脚淫尻中出し受精（12月15日、ヌキ族）
- DEVIL LADIES 淫酷責めの女たち 第三話:復讐される女の涙!暴虐の軟体ゴロシ（12月19日、Baby Entertainment）
- 淫蜜拷問女人集団 ポルチオレズエステ 〜慟哭〜（12月19日、レズれっ!）
- 女性40人分のおしっこプールに入りたい!（12月20日、レイディックス）
- 狙われたスーパーヒロイン 〜シェリフピンクを待ち受ける悲劇の運命〜（12月25日、GIGA）
- ヨガのプライベートレッスンにハマる若妻たち!火照ったカラダと好みの先生のせいでいつの間にか卑猥なヨガポーズでそのまま中出し願望を晒す!気づけば何度もリピートでヨガSEXをおかわりしている!（12月25日、SCOOP）
- 絡み合う軟体レズビアン（12月25日、セレブの友）

#### 2016年
- M男ちんぐりアナル舐め手コキ（1月1日、OFFICE K'S）
- 素人娘のオシッコ飲んじゃいました! 2（1月1日、虎堂）
- 巨乳セレブ人妻ばかりを狙うレズエステ温泉の美人女将 4（1月1日、変態紳士倶楽部）
- レズペット交姦スワップオフ会（1月7日、ビビアン）
- 「もう死んだってかまわない!」 超ラッキーの連続で巻き起こるスケベ過ぎる一日!鼻血が止まらないくらいの夢のエロハプニング続出! 5（1月7日、ゴールデンタイム）
- 悪役製造研究所 空軍戦隊ウイングフォース ウイングブルー（1月8日、GIGA）
- 淫語ディルドオナニーSP 撮りおろし4時間（1月8日、OFFICE K'S）
- タイトスカートのお姉さんは好きですか? タイトミニからのぞく美脚と三角地帯…（1月8日、V&R PRODUCE）
- 女体レイプ 監禁（1月13日、FAプロ）
- ヒロインくねくね緊縛 美しき勇者もーれつ仮面 レッド&ホワイト（1月22日、GIGA）
- 欲求不満妻たちのセンズリ鑑賞 其の十二（1月22日、OFFICE K'S）
- 自画撮り 素人娘のヘアヌードコレクション（1月22日、虎堂）
- ズボンの上からでもわかるほどデカチンの男性を目の前にして、我慢出来ずに襲い掛かっちゃうドスケベ女たち!（1月22日、虎堂）
- 素人娘のフェラチオが上手すぎて凄い! vol.1（1月22日、綺面組）
- 乙女のマンカス食べ放題（2月20日、レイディックス）
- 閑静な住宅街の隠れ家的エステサロンに［若さと美貌］を求めて訪れる上品な美人妻を騙して飲ませた媚薬入りハーブティーの効果で全身が性感帯状態に!! 2（2月26日、GIGOLO）
- 生挿入生汁中出し願望の一般素人 5（3月11日、S級素人）
- 不道徳 不倫に溺れるおさな妻の性生活（3月25日、ながえスタイル）
- M男淫語責め 2（4月1日、OFFICE K'S）
- 強制飲尿ホスピタル（4月1日、OFFICE K'S）
- 媚薬クンニ狂い! レズビアンママに長舌でかき回されアへ顔でイキ堕ちる家庭教師（4月7日、ナチュラルハイ）
- 汚臭マニア（4月15日、OFFICE K'S）
- ダブル口マ○コフェラチオ Vol.2（4月15日、OFFICE K'S）
- 女運の無いオジサンがソソる女に勃起チ○ポを見せつけて、夢物語連発! 楽しすぎるぜ俺!!（4月21日、SOSORU×GARCON）
- アナル淫語痴女（5月2日、OFFICE K'S）
- グラマラスレズビアン! 健康とメンタル面の向上を求めにやってきた女性客に、スタイル抜群ヨガインストラクターがキツイヨガポーズで耐える表情にS心をくすぐらせ、ヨガウェアで強調させられたエロボディに欲情し、イヤらしい手つきで巨乳を揉みしだき、身体を触られることが精神の開放と促し、抵抗する女性客のおま●こを食い物にする巨乳ヨガインストラクター!!（5月2日、虎堂）
- 先輩OLに囲まれて残業中のオフィスで男は僕1人だけの王様ゲーム! 2 やっとの思いで就職!できたけど…会社に男は僕１人だけ!なので当然、居場所も権力もありません…。しかしある日の残業中、女子社員が始めた『王様ゲーム』に僕も強制参加させられたんだけど、『王様の命令は絶対!』ってマジですか!?ゲーム内容がどんどんHになっていくのにホントに誰も拒否しない!?それどころか、普段の欲求不満が爆発した女子社員は僕のチ○ポを求めてきて…!?（5月7日、Hunter）
- 女監督ハルナの素人レズナンパ 101 オモチャなんて要らない!初めての女同士でいきなり貝合わせ!イキまくり体験!（5月15日、ピーターズ）
- ［ノーカットドキュメント］ 指示しないオナニー（5月20日、OFFICE K'S）
- 接吻中毒気狂い痴女（5月20日、OFFICE K'S）
- 黒ギャル日焼け跡専門デリバリーヘルス Vol.11（5月20日、虎堂）
- 淫らに乱れる三喜本のぞみ（5月25日、セレブの友）
- 篠田あゆみの人妻媚薬レズエステ（6月3日、クリスタル映像）
- 最初で最後の寝取り大量中出し近親相姦! 娘を取られて悔し過ぎるお父さんのエロ暴走! 男手ひとつで育てた可愛い娘がまさかの結婚!? さらに憎き彼氏が挨拶しにやって来た！悔し過ぎる気持ちを抑えきれない私は2人の飲み物に睡眠薬を混入!「誰かのモノになってしまうのならせめて最後に…」と眠りに落ちた娘の体を吟味し、彼氏が寝ている横であえて見せつけるように何度も種付けしちゃいました!!（6月7日、Hunter）
- 「お願いだから1回だけ…」 高齢なのに旦那よりバキバキに反り返る勃起チ○ポの義父を見て子宮が疼くセックスレス妻! 本気汁垂れ流しで絶対秘密の逆夜這い!（6月10日、V&R PRODUCE）
- 久し振りに実家に戻ってきた都会暮らしの叔母たちがセクシーすぎてヤバい! 胸の谷間やパンチラ程度でいとも簡単に勃起するボクを子供扱いするのかと思いきや、元気すぎる下半身に興味津々の叔母たち! 勃起に気づくと代わる代わるボクのチ○ポを試しハメしてくるんです。正直抜かれまくって金玉が2個じゃ足りないです!（6月19日、Hunter）
- 突然!!媚薬リモバイを入れながらマッサージを受けることになり…旦那が覗いていると知らず他人棒でイキ狂い旦那と目が合ってもハメ腰が止まらない痙攣妻（6月23日、ナチュラルハイ）

#### 2017年
- スターダスト！メルピュア！ ～星屑になった美少女戦士たち～（4月14日、GIGA）

### イメージDVD
- 素人若妻美人画報（2015年8月23日、INTEC Inc）

## Web番組
- スパローズのギリギリアウツ!? #70、100、108、123他（2014年3月27日、5月22日、2015年他、ニコジョッキー）